# 衛星曆書
衛星曆書（英語：GPS almanac），為人造衛星較粗略的軌道參數，用來估算衛星概略位置、修正電離層誤差以及了解衛星的狀態（健康狀況），傳送週期為12.5分鐘。
衛星曆書所提供的基本軌道參數較為粗略，精度低，無法精準估算實際軌道參數。衛星曆書與衛星星曆（Ephemeris）時常容易混淆，但兩者概念全然不同，但同時對於GNSS定位有很大的作用。
一般而言，衛星曆書數據可以保存90天左右。但不同衛星的狀況可能會隨時發生變化，因此需要使用時，應時常需要更新曆書。此外，衛星曆書還有助於GPS接收器搜尋預期範圍內的衛星軌道。